# Hesycha
Hesycha – rodzaj chrząszczy z rodziny kózkowatych i podrodziny zgrzypikowych.

## Zasięg występowania
Przedstawiciele tego rodzaju występują w Ameryce Południowej od południowej Brazylii po Chile i Argentynę.

## Systematyka
Do Hesycha należy 13 gatunków:
- Hesycha biguttata
- Hesycha bimaculata
- Hesycha clavata
- Hesycha consimilis
- Hesycha cribripennis
- Hesycha crucifera
- Hesycha fasciata
- Hesycha inermicollis
- Hesycha jataiensis
- Hesycha microphthalma
- Hesycha simplex
- Hesycha tavakiliani
- Hesycha variabilis